# Щотове
Що́тове — селище в Україні, в Антрацитівській міській громаді Ровеньківського району Луганської області. Населення — 3 818 осіб.

## Географічне розташування
Селище міського типу Щотове знаходиться біля витоків річки Мельникова, притоки Кріпенької (басейн річки Міус). Через селище проходять автомобільна дорога Т 1321 і залізниця, станція Щотове.

## Історичні відомості
Станом на 1873 рік у селищі Щотівське Ребриківської волості Міуського округу Області Війська Донського мешкало 1016 осіб, налічувалось 146 дворових господарств й 3 окремих будинки, 42 плуги, 184 коней, 169 пар волів, 556 простих і 2100 тонкорунних овець.
За переписом 1897 року кількість мешканців зросла до 1057 осіб (522 чоловічої статі та 535 — жіночої), з яких 1054 — православної віри.

## Сучасність
24 листопада 2014 року надходить повідомлення, що в Щотовому назріває «голодний бунт». Жителі селища  виживають за рахунок підсобного господарства, ні гуманітарна допомога, ні медикаменти не надходить — Щотове під контролем так званого «Донського козацтва». Жителі зверталися до «козачої влади» зі скаргами, отримали відповідь: «Поки собаки по селу бігають — ви ще не голодуєте!».

## Населення

### Мова
Розподіл населення за рідною мовою за даними перепису 2001 року:
| Мова            | Кількість | Відсоток |
| --------------- | --------- | -------- |
| російська       | 3611      | 82.35%   |
| українська      | 593       | 13.52%   |
| циганська       | 155       | 3.53%    |
| вірменська      | 3         | 0.07%    |
| білоруська      | 2         | 0.05%    |
| інші/не вказали | 21        | 0.48%    |
| Усього          | 4385      | 100%     |

## Промисловість
- Залізнична станція Щотове Донецької залізниці;
- Вагонне депо Щотове (здійснює ремонт вантажного рухомого складу дороги);
- Щотівське лісництво;

## Соціальна сфера
- 4-а міська лікарня
- Середня загальноосвітня школа № 12
- Палац культури
- Школа-інтернат № 2
- Дитячий садочок

## Транспортне сполучення
Автобусні маршрути: Антрацит-сел. Щьотове (до СШ № 12), Антрацит-Красна Поляна, Антрацит-сел. Кам'яне (із заїздом на ст. Щотове)
залізничне сполучення по ст. Щотове (електро та дизель поїзда), Антрацит-Красний Луч, Антрацит-Дебальцеве, Дебальцеве-Красна Могила, Дебальцеве-Должанська
В залежності від розкладу на станції робить зупинку швидкий поїзд Єкатеринбург (Росія) — Сімферополь.

## Персоналії
- Тихонов Віктор Миколайович — український політик.
- Жолос Олександр Вікторович (* 1959) — український біофізик, доктор біологічних наук, професор.

З 1937 по 1942 рр. у Щотовому проживав у родичів український письменник Григір Тютюнник.